# Opeatostoma
Opeatostoma is een geslacht van weekdieren uit de klasse van de Gastropoda (slakken).

## Soort
- Opeatostoma pseudodon (Burrow, 1815)